# هریسون اند آبراموویتز

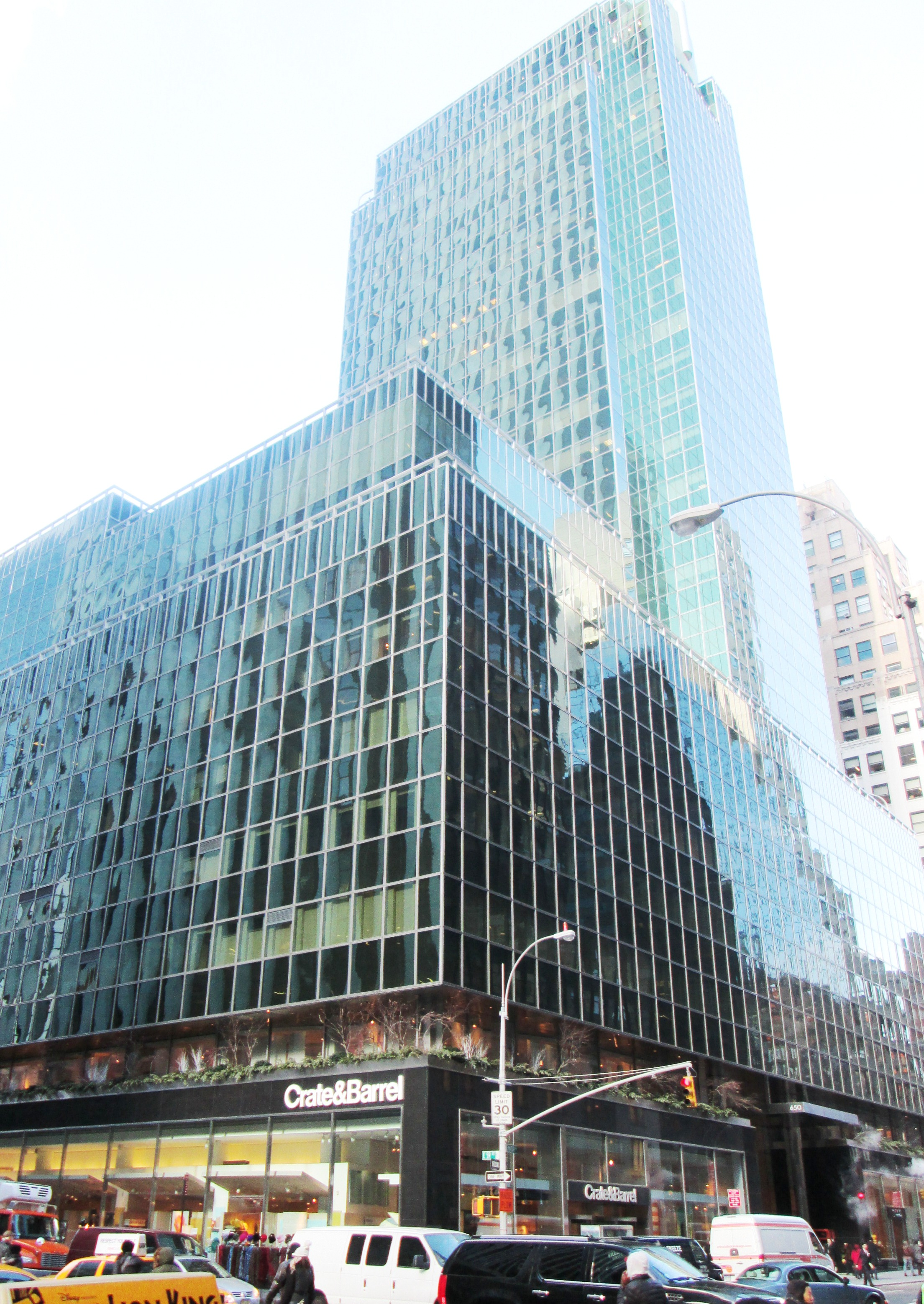
شرکت معماری آمریکایی ، هریسون اند آبراموویتز

هریسون اند آبراموویتز (انگلیسی: Harrison & Abramovitz) شرکت معماری آمریکایی است، که در سال ۱۹۴۱ توسط والاس هریسون، ژاک آندره فویو و ماکس آبرامویتز تأسیس شد.